# Lizzy Yarnold
Lizzy Yarnold (n. 31 octombrie 1988, Sevenoaks, Anglia, Regatul Unit) este o sportivă ce a reprezentat Regatul Unit al Marii Britanii și al Irlandei de Nord, medaliată olimpică. A participat la 2 ediții ale Jocurilor Olimpice (2014, 2018) în care a câștigat două medalii de aur.